# (1303) Luthera
(1303) Luthera – planetoida należąca do zewnętrznej części pasa głównego asteroid. 

## Odkrycie
Została odkryta 16 marca 1928 roku w Hamburg-Bergedorf Observatory w Bergedorfie przez Arnolda Schwassmanna. Nazwa planetoidy pochodzi od niemieckiego astronoma Roberta Luthera (1822-1900), odkrywcy 24 planetoid. Przed nadaniem nazwy planetoida nosiła oznaczenie tymczasowe (1303) 1928 FP.

## Orbita
Okrąża Słońce w ciągu 5 lat i 288 dni w średniej odległości 3,22 au.